# Thomas Mar Ivanios
Thomas Mar Ivanios (ur. 13 grudnia 1969 w Alleppey jako Thomas Pullepparambil) – duchowny Malankarskiego Kościoła Ortodoksyjnego, od 2022 biskup południowo-zachodniej Ameryki.

## Kapłaństwo
8 grudnia 1996 został przyjął święcenia subdiakonatu, a w 1999 diakonatu. 18 września 1999 otrzymał święcenia kapłańskie. 25 lutego 2022 został wybrany na biskupa. 2 czerwca otrzymał tytuł hieromnicha (ramban). Sakry udzielił mu katolikos Wschodu Baselios Mar Thoma Mathews III 28 lipca. 3 listopada 2022 objął diecezję południowo-wschodniej Ameryki.